# Victoria Onetto
Victoria Onetto (ur. 26 czerwca 1973 w Buenos Aires) – argentyńska aktorka serialowa.
Stan cywilny: zamężna. Ma 166 cm wzrostu.

## Filmografia
- 2004: El Favor jako Roberta
- 2004: Peligrosa obsession
- 2004: Dos ilusiones
- 2002: Franco Buenaventura, el profe jako Dolores 'Lola' Bermejo
- 2002-2003: Son amores jako Natalia (2003)
- 2001: El Sodero de mi vida jako Mónica Muzzopappa
- 2000: Chicos ricos jako Marisol
- 2000-2002: Ostatnia minuta (Tiempofinal)
- 2000: Tesoro mío
- 1999: Balada del primer amor
- 1998-1999: Zbuntowany anioł (Muñeca brava) jako Adelina 'Lina' de Solo
- 1997: Archivo negro
- 1997: La Belleza de Helena
- 1997: El Mundo contra mí
- 1996: De mi barrio con amor
- 1996: Verdad consecuencia
- 1996: Gino jako Samanta 'Sami' Galarza
- 1994: Sólo para parejas
- 1992: Księżniczka (Princesa)
- 1991: El Árbol azul
- 1991-1998: Alta comedia